# 嘸蝦米輸入法
嘸蝦米輸入法（ボシャミーゆにゅうほう）は、1989年に台湾出身の劉重次が考案したコンピュータ上における中国語入力方式（主に繁体字）。倉頡輸入法や大易輸入法と同じように、漢字を字根に分解して入力する。
嘸蝦米輸入法の発想は劉重次がヨーロッパに留学していた1969年 - 1975年の間、当時普及していたテレックスで中国語を使用する方法として中国語の文字検索法を考案し、しばらくして嘸蝦米輸入法を完成させ、1990年に「行易有限公司」を設立した。

## 名称
「嘸蝦米」とは、閩南語で「何でもない」という意味の「無啥物」（白話字：bô-siáⁿ-mi̍h）の音訳である。ラテン文字では「Boshiamy」と表記する。別名として、考案者の姓から取った「Liu」を用いることもある（2007年のWindows試用版「liu2007b.exe」など）。

## 字根の分類
嘸蝦米輸入法では大部分の字根を形・音・義の3つに分類し、アルファベット26文字に割り当てている。
形
字根の形状からアルファベットを連想するもの。
例：「命」の場合、「A」「O」「P」の3つの字根から成り立っている。
音
字根の発音からアルファベットを連想するもの。
例：「西」の字根はC、「爾」は英語の発音に近いR、「平」は声母を採ったP。普通話の発音を暗唱する必要がある。
義
字根の意味からアルファベットを連想するもの。
例：「車」の字根はC、「女」はG、「手」はH、「水」はW、「火」はF。（英語のCar, Girl, Hand, Water, Fireの頭文字）
その他
これは字根ごとに覚える必要がある。
例：「土」の字根はY、「鬼」はV。
このような連想方法は初心者が300個に及ぶ字根を覚えるのに役立つが、熟練した後は連想方法は不要になる。文字を分解するときに必要なのは字形であり、拼音を覚える必要はない。

## 分解の原則

### 字根を取る順序
すべての文字は1個から4個の字根に分解できる。分解の順序は「上から下」「左から右」「外から内」である。文字を目で見て分解した順序に従い、必ずしも筆順とは一致しない。例えば「彎」という字の上部は「左から右」に従ってS（糸）、I（言）、S（糸）と分解し、筆順通りのI（言）から先に取るのではない。
1文字の字根が5個以上に分解できるときは1番目、2番目、3番目、最後の字根を取り、それ以外の字根は切り捨てる。
- 例：「歡」はR（廿）、O（口）、O（口）、V（隹）、I（欠）と分解できるが、4番目のV（隹）を切り捨ててROOIと入力する。

1文字の字根が3個未満のときは、最後の筆画の字根を追加する。
- 例：「取」はR（耳）、U（又）の後にX（乂）を追加し、RUXと入力する。

### 短縮コード
最も常用する文字のために、1打か2打の入力を短縮コードとして使用する。例えば：
- 「通」は本来ならTNQWであるが、短縮コードのTを用いて3打短縮することができる。
- 「是」は本来ならDEZであるが、短縮コードのJNを用いて1打短縮することができる。

1打か2打の短縮コードで入力できる文字は702（=26+26×26）字である。
入力を省略するために、よく使われる偏や旁を約100文字の短縮字根にまとめている。例えば：
- 「俞」はA - 「愈」は本来ならAURHであるが、AHAに短縮できる。
- 「曷」はD - 「渴」は本来ならWDNLであるが、WDLに短縮できる。
- 「易」はE - 「場」は本来ならYDEMであるが、YEPに短縮できる。

## 特色
- 26個のアルファベットしか使用しないため、中国語のタイピングに熟練すると英語のタイピングにも熟練することができる。
- ほとんどの字形を入力することができ、中国語の繁体字・簡体字だけではなく、記号や日本語のひらがな、カタカナも入力することができる。
- Unicodeに対応しており、Windows、Mac OS、Unix系、Androidの各OSに対応している。
- 試用版の嘸蝦米入力ソフトは最大20組のユーザー辞書を追加することができる。